# غرايم كليفورد
غرايم كليفورد (بالإنجليزية: Graeme Clifford)‏ هو مونتير ومخرج أسترالي، ولد في 1942 في سيدني في أستراليا.

## وصلات خارجية
- غرايم كليفورد على موقع IMDb (الإنجليزية)
- غرايم كليفورد على موقع ألو سيني (الفرنسية)
- غرايم كليفورد على موقع أول موفي (الإنجليزية)
- غرايم كليفورد على موقع قاعدة بيانات الأفلام السويدية (السويدية)
- غرايم كليفورد على موقع إن إن دي بي (الإنجليزية)
- غرايم كليفورد على موقع قاعدة بيانات الفيلم (الإنجليزية)
- غرايم كليفورد على موقع كينوبويسك (الروسية)